# UFC 212
UFC 212: Aldo vs. Holloway var en MMA-gala som arrangerades av Ultimate Fighting Championship och ägde rum 3 juni 2017 i Rio de Janeiro i Brasilien. 

## Resultat
1. ↑  Titelmatch i fjädervikt.